# 松原奈佑
松原 奈佑(まつばら なゆ)は、日本の女優、モデル、元ラジオパーソナリティ。
横浜市出身。看護師資格があり、手術看護を得意としている。また歯科技工士の資格も持っている。
趣味は、サーフィン、ウクレレ、三味線。

## 人物
神奈川県出身。
幼少期から演技に興味を持ち、
国内演劇学校、ハリウッドに留学し演技を学ぶ。
出演作に「手をつないで帰ろうよ〜シャングリラの向こうで〜」（16）、日韓合作映画「風の色」（18）、そして2019年5月31日から公開の「ライフ・オン・ザ・ロングボード セカンドウェイブ」西澤奈緒役。 
本作品では企画から脚本、ファンディングにも関わり、プロデュース業にも意欲的に取り組んだ。
撮影地となった種子島医療センターでは、実際に看護師として働いて役作りに取り組み、看護PR大使に就任。
ラジオのレギュラー番組にFM鹿児島ラジオ「Life on the long board」”松原奈佑の奈佑トーク”
FMヨコハマ「ヨコハマラグーン」。
ラジオでの軽快で個性のあるトークは人気を博し、以来ナレーターにも意欲的に挑戦。
看護師としても現役で働いており、地域医療に貢献。自己の看護観が芝居の理解にも生きている、と語る。
"自分らしく生きる"をテーマにした、自身のキャリアと考え方を伝える講演会は全国で行われた。
看護学生、医療系学生、企業など、延べ約3000人以上への講演実績をもつ。

## 出演

### 映画
- 「１８９」（2021年　監督：加門幾生[1] 　松島泰子役）
- 「YUNA」（2021年、監督：Hector Abaunza）
- 「Life on the Longboard 2nd Wave」（2019年、監督：喜多一郎）
- 「ゆずりは」 スピンオフドラマ「同窓会」（2018年、監督：加門幾生）[2]
- 「風の色」（2018年、監督：クァク・ジェヨン（韓国）） - 看護師 役
- 「東京暴走」（2017年、監督：野馬（中国））
- 「手をつないで帰ろうよ」（2016年、監督：奈良橋陽子）

### ドラマ
- テレビ朝日「王様戦隊キングオージャー」（2024年1月7日、コーサス王の妻役）※エキストラ出演 (ノンクレジット)
- 「O-the house of O」（2016年、監督：関根光才）
- 「医師たちの恋愛事情」（2015年）

### ラジオ
- ~2020.4 FMヨコハマ「ヨコハマラグーン」パーソナリティ
- ~2019 FM鹿児島ライフオンザロングボード「松原奈佑の奈佑トーク」パーソナリティ

### CM
- 株式会社HP コマーシャル メイン
- HyperX コマーシャル メイン
- 資生堂 ワタシプラス
- 大塚商会
- HOYU シエロ
- マンダム・ギャツビー（中国）
- コーワパワードコーヒー
- JAL「On trip JAL 」種子島・屋久島再発見Trip モデル& インタビュー
- サーフメディア